# Туллія Цицероніс
Туллія Цицероніс (5 серпня 79 — 45 роки до н.е.) — давньоримська матрона, дружина низки політиків Римської республіки, політична діячка.

## Життєпис
Походила з родини вершників Тулліїв. Донька Марка Тулія Цицерона, консула 63 року до н.е., і Теренції. Була добра, розважлива, віддана батькові і щиро до нього прив'язана, користувалася його гарячою любов'ю. 
У грудні 67 року до н.е. заручена з Гаєм Кальпурнієм Пізоном. На початку 62 року до н.е. вийшла за нього заміж. У 58 році до н.е. зверталася до консула Луція Кальпурнія Пізон з благанням захистити Цицерона від переслідувань Клодія, але не досягла успіху. Під час вигнання Цицерона опинилася в тяжкому становищі. У першій половині 57 року до н.е. овдовіла. У серпні 57 році до н.е. у Брундізії зустріла батька, що повертався до Риму з вигнання. 
У квітні 56 року до н.е. заручилася з Публієм Фурієм Крассіпедом й незабаром вийшла за нього заміж. У 54 році до н.е. за порадою Туллії Марк Цицерон не став виступати у процесі Процілія проти Клодія. У  52 році до н.е. шлюб Туллії з Крассіпедом було розірвано. 
У 50 році до н.е., перебуваючи у Кілікії, Цицерон вів переговори про шлюб Туллії з Сервієм Сульпіцієм Руфом Молодшим або Тиберієм Клавдієм Нероном, однак без його відома Тулія вийшла заміж за Публія Корнелія Долабеллу. У січні 49 року до н.е. почалася громадянська війна поміж Гаєм Цезарем та Гнеєм Помпеєм, й Долабелла відправився у табір Цезаря, а Тулія - у маєток Цицерона у Форміях, але у квітні знову повернулася до Риму. 19 травня Тулія народила сина, але дитина була недоношеною і скоро померла. 
У червні 49 року до н.е. Цицерон виїхав до Епіру у табір Помпея, залишивши Туллію в Італії. У 48 році до н.е. Туллія страждала від хвороб й грошових труднощів, їй надавав допомогу Помпоній Аттік. Після поразки при Фарсалі Цицерон повернувся до Італії, влітку 47 року до н.е. Туллія приїхала до нього в Брундізій. Вона була нещасна в шлюбі з Долабеллою, який зраджував їй, а Цицерон вкрай не схвалював діяльність зятя на посаді народного трибуна й бажав би розлучення Туллії з ним, втім побоювався сварки з впливовим цезаріанцем. В грудні 47 року до н.е. Долабелла відправився разом з Цезарем в Африку. Після його повернення у червні 46 році до н.е. подружні стосунки з Туллій не налагодилися, а наприкінці осені відбулося розлучення. 
У середині січня Тулія народила сина, вона важко перенесла пологи й у середині лютого померла. Її смерть заподіяла Цицерону величезне горе, він збирався звести храм на її честь, але не зумів здійснити цей задум.

## Родина
1. Чоловік — Гай Кальпурній Пізон Фругі , квестор 58 року до н.е.
2. Чоловік — Публій Фурій Крассіпед, квестор 51 року до н.е.
3. Чоловік — Публій Корнелій Долабелла, консул-суфект 44 року до н.е.
Діти:
- Публій Корнелій Долабелла
- Корнелій Лентул